# Iglesia de San Juan Bautista de Catacaos
La Iglesia de San Juan Bautista es la principal iglesia en la ciudad de Catacaos. Está bajo propiedad de la Iglesia católica. El edificio fue construido en 1547. En 1912 un terremoto lo destruyó. En 1915 se inicia la reconstrucción. Fue afectado por el fenómeno del Niño iniciándose la reconstrucción en 1984 concluyendo en 1995. La construcción fue declarado Monumento Histórico mediante R.J. No. 284-1988-INC-18/05/1988. La iglesia es de estilo neoclásico. Presenta dos torres y una cúpula. En su interior alberga varias pinturas.